# Igor Normando
Igor Wander Centeno Normando (Belém, 29 de julho de 1987) é um político brasileiro, filiado ao Movimento Democrático Brasileiro (MDB) e atual prefeito de Belém.
Anteriormente, exerceu os cargos de vereador de Belém (2013 a 2019), deputado estadual do Pará (2019 a 2024) e secretário da Cidadania do Pará (2023 a 2024).
É primo do governador do Pará, Helder Barbalho, e do ministro das cidades Jader Barbalho Filho.

## Carreira
Igor Normando ingressou na atividade política aos quinze anos, em 2002, como diretor da União Metropolitana dos Estudantes Secundaristas (UMES) e foi dirigente da União Nacional dos Estudantes (UNE) em 2008.
Formou-se em direito.
Foi eleito vereador de Belém por duas vezes, nas eleições de 2012 e de 2016, e exerceu o mandato de 2013 a 2019, quando tomou posse como deputado estadual do Pará, eleito em 2018 e reeleito em 2022.
Ficou conhecido, também, pela atuação em prol da proteção aos animais, tendo proposto projetos de lei referentes à causa animal.
Exerceu o cargo de secretário de Estado de Articulação da Cidadania do Pará, de fevereiro de 2023 a junho de 2024, no governo de seu primo Helder Barbalho.
Em 2024, foi eleito prefeito de Belém e tomou posse em 1º de janeiro de 2025, tornando-se o gestor mais jovem da capital paraense, aos trinta e sete anos.

## Familiares e vida pessoal
Normando é filho de Hilda Maria Zahluth Centeno Normando e Marco Antônio Rodrigues Normando, sendo sobrinho da deputada federal Elcione Zahluth Barbalho, que é a mãe do governador do Pará Helder Barbalho e do ministro das Cidades Jader Barbalho Filho.
É casado com Fabíola Cabral, que foi deputada estadual de Pernambuco entre 2019 e 2023.
É torcedor do Clube do Remo.

## Desempenho em eleições
| Ano  | Eleição            | Partido | Cargo             | Votos   | %                 | Resultado | Ref    |
| ---- | ------------------ | ------- | ----------------- | ------- | ----------------- | --------- | ------ |
| 2008 | Municipal de Belém | PMDB    | Vereador          | 2.773   | 0,45%             | Suplente  | [ 16 ] |
| 2012 | Municipal de Belém | PHS     | Vereador          | 3.477   | 0,46%             | Eleito    | [ 17 ] |
| 2014 | Estadual no Pará   | PHS     | Deputado Estadual | 10.329  | 0,28%             | Suplente  | [ 18 ] |
| 2016 | Municipal de Belém | PHS     | Vereador          | 6.172   | 0,81%             | Eleito    | [ 19 ] |
| 2018 | Estadual no Pará   | PHS     | Deputado Estadual | 25.443  | 0,71%             | Eleito    | [ 20 ] |
| 2022 | Estadual no Pará   | PODE    | Deputado Estadual | 71.906  | 1,58%             | Eleito    | [ 21 ] |
| 2024 | Municipal de Belém | MDB     | Prefeito          | 359.904 | 44,89% (1º Turno) | Eleito    | [ 22 ] |
| 2024 | Municipal de Belém | MDB     | Prefeito          | 421.485 | 56,36% (2º Turno) |           | [ 22 ] |